# Sébastien Stoskopff

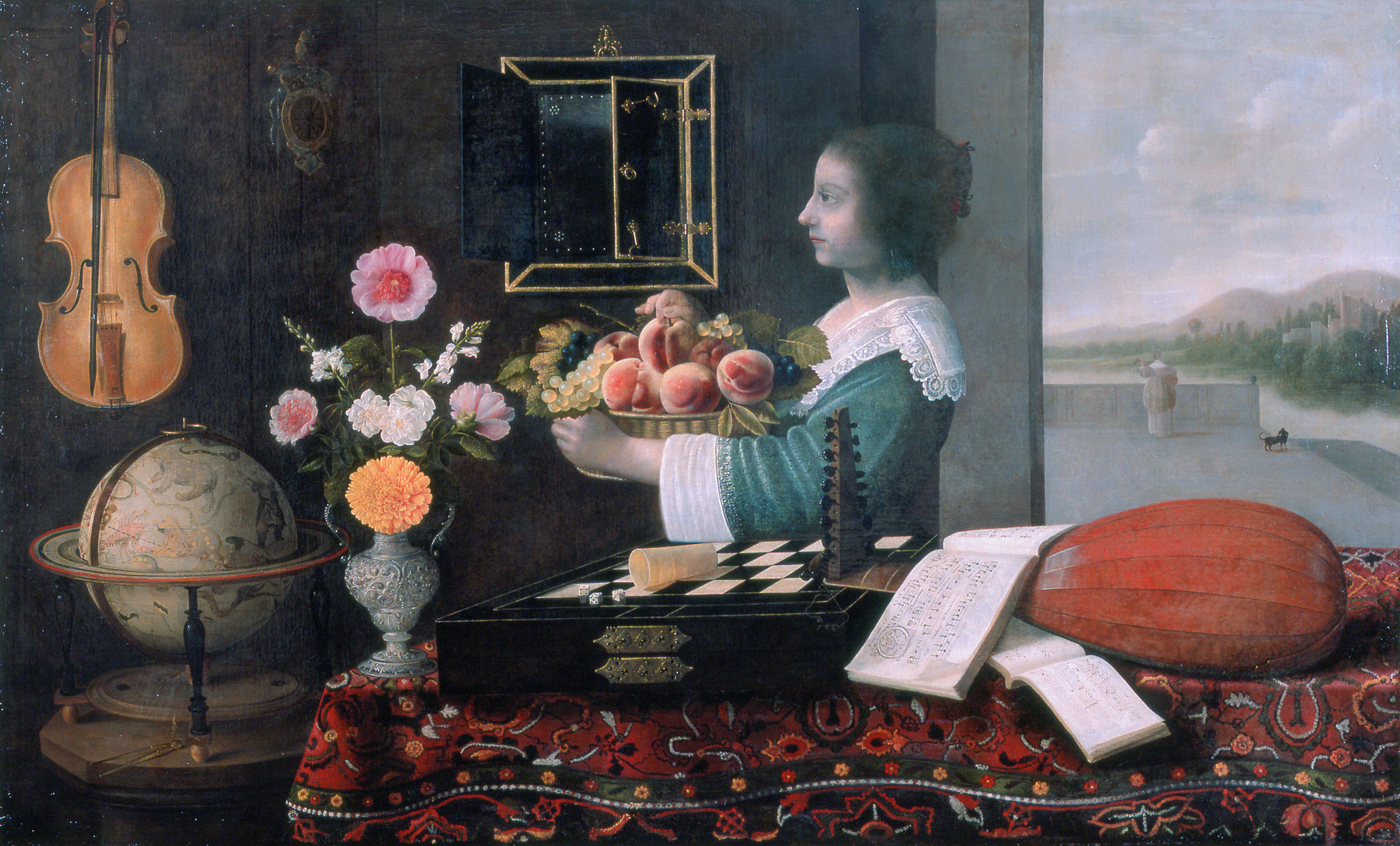
L'estiu o els cinc sentits, 1633 (Musée de l'Oeuvre Notre-Dame, Estrasburg)

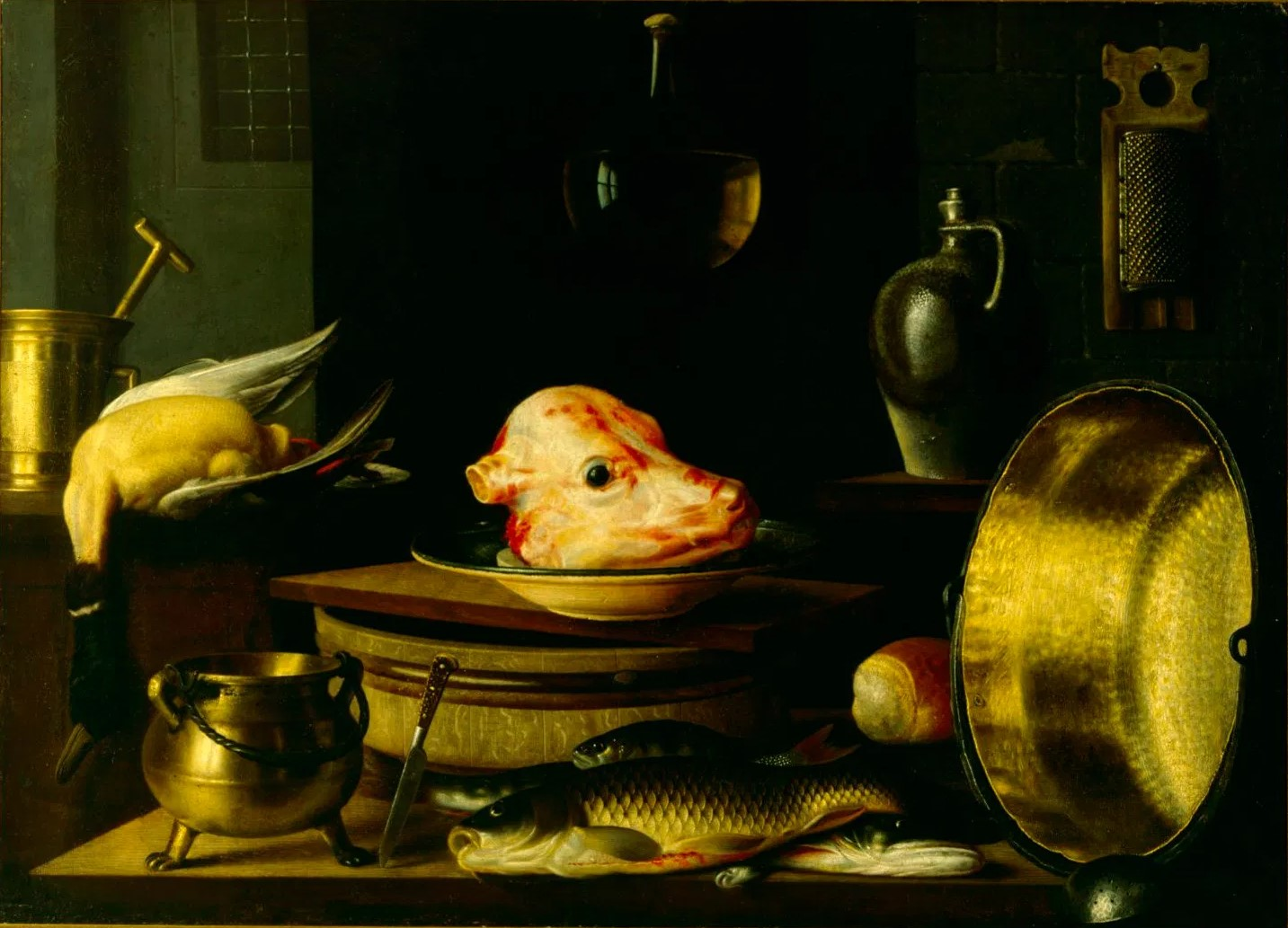
Natura morta de cuina amb cap de vedella, 1640 (Museu del Sarre, Saarbrücken)

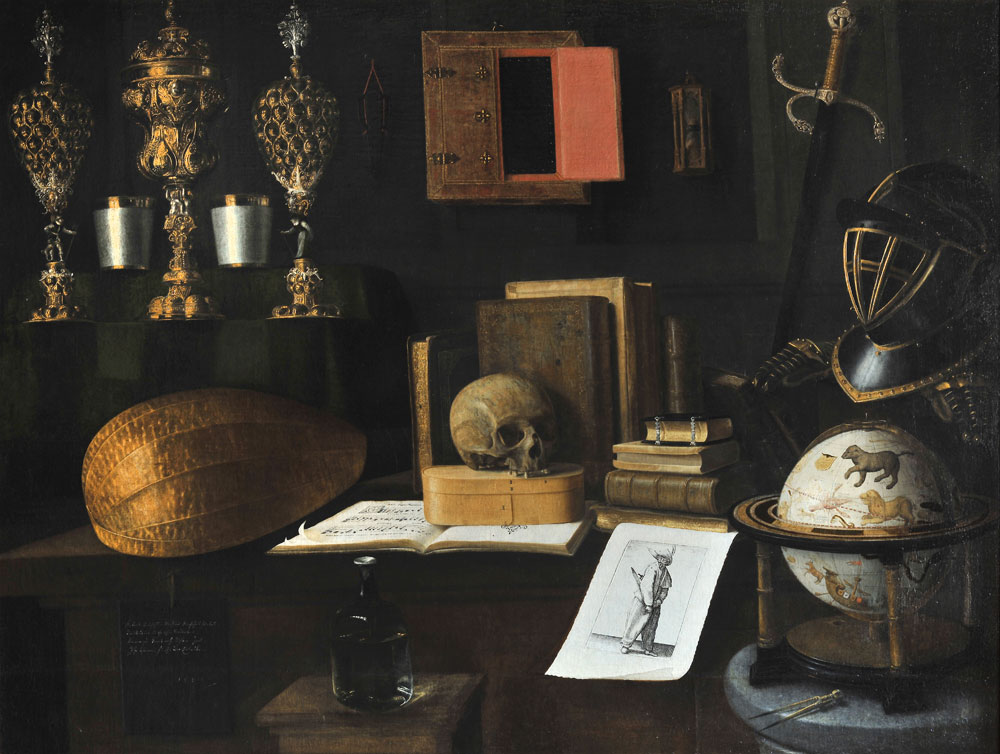
Gran vanitat 1641 (Musée de l'Œuvre Notre-Dame)

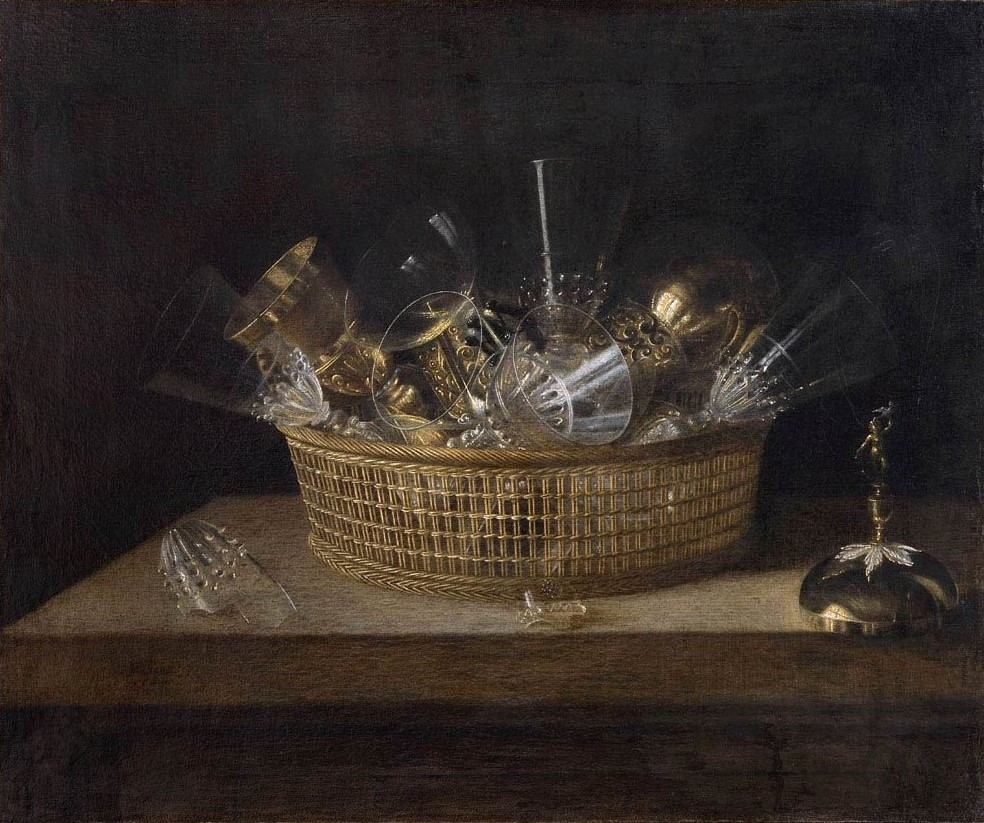
Ulleres en una cistella 1644 (Musée de l'Œuvre Notre-Dame)

Sébastien Stoskopff (alemany: Sebastian Stoskopff)  (Estrasburg, 13 de juliol de 1597 - Idstein, 10 de febrer de 1657) va ser un pintor alsacià. És considerat un dels pintors de bodegons alemanys més importants del seu temps. Les seves obres, redescobertes després de 1930, retraten copes, copes i sobretot copes. La reducció a uns quants objectes, que és característica de la pintura de bodegons primerencs, es pot reconèixer de nou a la pintura de Stoskopff. Les seves obres principals es troben a la seva ciutat natal d’Estrasburg, però alguns dels museus d'art més importants del món (el MET, el Louvre, el KHM, la Gemäldegalerie) també posseeixen quadres de Stoskopff.

## Biografia
Sebastian Stoskopff va néixer l'any 1597 a Estrasburg. El seu pare va ser empleat per la ciutat des de 1590 i va actuar com a missatger a cavall o escorta reial, conduint un carruatge d'un cavall. El 1614, el pare de Stoskopff va demanar ajuda al consell d'Estrasburg per al seu fill de 17 anys. Volia que pogués aprendre l'ofici de la pintura, ja que Sebastià ja tenia un gran talent en dibuix i pintura des dels 15 anys. El consell va acceptar donar el seu suport i probablement va enviar el jove artista al principi al pintor i gravador de coure d'Estrasburg, Friedrich Brentel. Tanmateix, només va aprendre a perfeccionar encara més el seu dibuix i no es va introduir, com s'esperava, en l'art de la pintura.
El 1615, el pare de Stoskopff va morir i la seva mare vídua va anar una vegada més al consell d'Estrasburg per demanar suport per a la formació d'un pintor reconegut. Stoskopff va ser enviat llavors a Daniel Soreau, un pintor actiu a Hanau. Al principi, Soreau no es mostrava gaire entusiasta, ja que normalment escollia els seus aprenents entre els seus familiars i amics propers. No obstant això, finalment va atendre la petició del consistori i els va assegurar que «faria un Albrecht Dürer d'aquest aprenent». No hi ha una única imatge definitiva de Daniel Soreau. Només és possible treure conclusions sobre com el mestre va transmetre les seves habilitats artístiques als seus alumnes a través de les obres dels seus fills, d'altres aprenents del seu taller i de les obres de Stoskopff.
Després de la mort de Soreau el 1619, Stoskopff es va fer càrrec del seu taller amb els aprenents, així com de la seva funció de mestre. Un dels aprenents va ser Joachim von Sandrart, que més tard es va convertir en un pintor d'èxit i que va escriure la primera obra important sobre la història de l'art en llengua alemanya: Teutsche Academie der Bau-, Bild,- und Malerey- Künste. Aquesta obra conté descripcions de la vida d'artistes anteriors i contemporanis, incloses descripcions de l'època a Hanau amb el seu mestre, Sebastian Stoskopff.
Després que el seu intent d'obtenir el permís per establir-se a Frankfurt fracassés, Stoskopff va anar a París. Hi va romandre des de 1622 fins a 1639 aproximadament, cosa que es pot reconstruir a partir d'informes indirectes i inventaris de propietats dels parisencs. Aquí també es van crear les seves primeres obres en format més gran, com "Estiu" o "Hivern" (ara totes dues a Estrasburg). Una declaració contemporània de Sandrart demostra la seva residència a París: «Von dannen [gemeint ist Hanau] verreiste er in Frankreich und hinterließ viele gute Werke; von Paris zoge er nach Italien (allwo ich ihn zu Venedig Anno 1629 gesehen), hernach wieder zurück Pariß und so fürters nach Straßburg […] ("Des d'allà [que vol dir Hanau], va viatjar a França i va deixar moltes bones obres; de París, es va traslladar a Itàlia (on el vaig veure a Venècia el 1629), després de nou tornar a París i més enllà a Estrasburg [...]»).
Stoskopff va tornar a Estrasburg el 1639. Això podria haver estat per motius familiars o pel fort augment del conflicte religiós a París. Un any més tard, es va incorporar al gremi de Steltz, al qual pertanyien altres pintors, gravadors de coure i artesans de les arts. Hi va haver diverses discussions entre l'artista i el gremi després d'unir-s'hi, entre altres coses perquè Stoskopff estimava la seva llibertat com a artista independent i responsable i no volia fer funcionar un taller amb aprenents, com es feia habitualment. Va aconseguir riquesa i prestigi a Estrasburg i es va casar amb la fillastra de la seva germana petita el 1646.
A partir de 1650, Stoskopff es va orientar cada cop més cap a Idstein, on va mantenir una estreta i bona relació amb el comte Johannes von Nassau und Idstein en la seva última fase de creativitat fins a la seva mort. El comte era luterà i donava suport a la Unió protestant. Va ser el mecenes més important de Stoskopff en aquesta època. Joachim von Sandrart va ser un home de contacte important que va negociar sobre les pintures de Stoskopff amb el comte.
Sebastian Stoskopff va morir el 1657 als 60 anys en una casa pública d'Idstein. Se suposa que havia mort per haver begut massa alcohol. Gairebé 20 anys més tard, l'assassinat de Stoskopff es va fer evident durant una acusació per bruixeria, en la qual estaven involucrats el propietari de la casa pública i una dona. El propietari havia matat Stoskopff per cobdícia.

## Influència
Encara que Sebastian Stoskopff va ser influenciat per Georg Flegel pel que fa a la composició artística, no se sap si havia conegut Flegel durant la seva vida o si va veure les obres de Flegel només després de la seva mort. A més, sembla que la seva influència va ser més aviat esporàdica i no duradora.